# 혼다 유카
혼다 유카(일본어: 本多 由佳, 1993년 6월 13일 ~ )는 일본의 여자 축구 선수이다.

## 구단 경력
나데시코 리그의 마이나비 센다이, AS 하리마 앨비언에서 활동했다.

## 국가대표팀 경력
그녀는 2010년 FIFA U-17 여자 월드컵에 참가할 일본 U-17 국가대표팀에 발탁되었으며, 1경기에 출전, 1득점을 기록했으며 준우승.